# Список претендентів на премію «Оскар» за найкращий фільм іноземною мовою від Польщі
Категорія «за найкращий фільм іноземною мовою» вперше з'явилася на 29-й церемонії премії «Оскар», що відбулася в 1957 році. Раніше, в 1948—1956 роках, іншомовні фільми 8 разів нагороджувалися почесним Оскаром. Нагорода вручається режисеру, а офіційним переможцем є країна, фільм якої здобуває перемогу.
Першим польським фільмом, що отримав премію, став у 2014 році фільм Павла Павліковського Іда. Десять разів польські фільми входили в шортлист премії — перший раз в 1964 році (Ніж у воді Романа Полянського), останній раз у 2014 році (Іда Павла Павліковського).
10 разів висувалися фільми відомого польського режисера Анджея Вайди. Перший раз в 1957 році, останній, вже після смерті режисера, у 2016 році.
Фільми режисера Романа Полянського від Польщі висувалися 1 раз, але фільм цього режисера «Піаніст» (спільне виробництво Польщі, Франції, Великої Британії та Німеччини), отримав 7 номінацій, з яких виграв три. На премію номінувалися і вигравали його ж фільми «Китайський квартал» (виробництво США, 1 премія при 11 номінаціях), «Дитина Розмарі» (виробництво США, 1 премія при 2 номінаціях) і «Тесс» (спільне виробництво Франції та Великої Британії, 3 премії при 6 номінаціях).
Також не від Польщі висувалися фільми режисерів Агнешки Голланд — «Європа, Європа» (1 номінація) і «Гіркі жнива» (висувався від Німеччини, номінований) і Кшиштофа Кесльовського — «Три кольори: Червоний» (висунутий від Швейцарії, 3 номінації).

## Список фільмів
| Рік (Церемонія) | Українська назва                                            | Польська назва                                          | Англійська назва                             | Режисер                             | Результат       |
| --------------- | ----------------------------------------------------------- | ------------------------------------------------------- | -------------------------------------------- | ----------------------------------- | --------------- |
| 1957: (30.)     | Канал                                                       | Kanał                                                   | Sewer                                        | Анджей Вайда                        | Не номінований  |
| 1959: (32.)     | Сатана із сьомого класу                                     | Szatan z siódmej klasy                                  | The Devil from Seventh Grade                 | Марія Каневська                     | Не номінований  |
| 1960: (33.)     | Хрестоносці                                                 | Krzyżacy                                                | The Knights of the Cross                     | Олександр Форд                      | Не номінований  |
| 1963: (36.)     | Ніж у воді                                                  | Nóż w wodzie                                            | Knife in the Water                           | Роман Полянський                    | Номінований     |
| 1964: (37.)     | Пасажирка                                                   | Pasażerka                                               | Passenger                                    | Анджей Мунк и Вітольд Лесевич       | Не номінований  |
| 1966: (39.)     | Фараон                                                      | Faraon                                                  | Pharaoh                                      | Єжи Кавалерович                     | Номінований     |
| 1968: (41.)     | Життя Матеуша                                               | Żywot Mateusza                                          | Matthew's Days                               | Вітольд Лещиньський                 | Не номінований  |
| 1969: (42.)     | Все на продаж                                               | Wszystko na sprzedaż                                    | Everything For Sale                          | Анджей Вайда                        | Не номінований  |
| 1970: (43.)     | Сіль чорної землі                                           | Sól ziemi czarnej                                       | The Taste of Black Earth                     | Казімеж Куц                         | Не номінований  |
| 1971: (44.)     | Сімейне життя                                               | Życie rodzinne                                          | Family Life                                  | Кшиштоф Зануссі                     | Не номінований  |
| 1972: (45.)     | Перлина в короні                                            | Perła w koronie                                         | Pearl in the Crown                           | Казімеж Куц                         | Не номінований  |
| 1973: (46.)     | Коперник                                                    | Kopernik                                                | Copernicus                                   | Єва Петельська і Чеслав Петельський | Не номінований  |
| 1974: (47.)     | Потоп                                                       | Potop                                                   | The Deluge                                   | Єжи Гофман                          | Номінований     |
| 1975: (48.)     | Земля обітована                                             | Ziemia obiecana                                         | The Promised Land                            | Анджей Вайда                        | Номінований     |
| 1976: (49.)     | Ночі і дні                                                  | Noce i dnie                                             | Nights and Days                              | Єжи Антчак                          | Номінований     |
| 1977: (50.)     | Захисні кольори                                             | Barwy ochronne                                          | Camouflage                                   | Кшиштоф Зануссі                     | Не номінований  |
| 1978: (51.)     | Смерть президента                                           | Śmierć prezydenta                                       | Death of a President                         | Єи Кавалерович                      | Не номінований  |
| 1979: (52.)     | Баришні із Вілько                                           | Panny z Wilka                                           | The Maids of Wilko                           | Анджей Вайда                        | Номінований     |
| 1980: (53.)     | Олімпіада '40                                               | Olimpiada '40                                           | Olympics 40                                  | Анджей Котковський                  | Не номінований  |
| 1981: (54.)     | Людина із заліза                                            | Człowiek z żelaza                                       | Man of Iron                                  | Анджей Вайда                        | Номінований     |
| 1985: (58.)     | Yesterday                                                   | Yesterday                                               | Yesterday                                    | Радослав Пивоварський               | Не номінований  |
| 1986: (59.)     | Шахерезада                                                  | Siekierezada                                            | Axiliad                                      | Вітольд Лещиньський                 | Не номінований  |
| 1987: (60.)     | Герой року                                                  | Bohater roku                                            | Hero of the Year                             | Фелікс Фальк                        | Не номінований  |
| 1988: (61.)     | Короткий фільм про любов                                    | Krótki film o miłości                                   | A Short Film About Love                      | Кшиштоф Кесльовський                | Не номінований  |
| 1989: (62.)     | Kornblumenblau                                              | Kornblumenblau                                          | Kornblumenblau                               | Лешек Восевич                       | Не номінований  |
| 1990: (63.)     | Корчак                                                      | Korczak                                                 | Korczak                                      | Анджей Вайда                        | Не номінований  |
| 1991: (64.)     | Подвійне життя Вероніки                                     | Podwójne życie Weroniki                                 | The Double Life of Véronique                 | Кшиштоф Кесльовський                | Не номінований  |
| 1992: (65.)     | Те, що важніше всього                                       | Wszystko, co najważniejsze                              | All That Really Matters                      | Роберт Глиньский                    | Не номінований  |
| 1993: (66.)     | Екадрон                                                     | Szwadron                                                | Squadron                                     | Юліуш Махульський                   | Не номінований  |
| 1994: (67.)     | Три кольори: Білий                                          | Trzy kolory. Biały                                      | Three Colors: White                          | Кшиштоф Кесльовський                | Не номінований  |
| 1995: (68.)     | Ворони                                                      | Wrony                                                   | Crows                                        | Дорота Кендзежавська                | Не номінований  |
| 1996: (69.)     | Галоп                                                       | Cwał                                                    | At Full Gallop                               | Кшиштоф Зануссі                     | Не номінований  |
| 1997: (70.)     | Любовні історії                                             | Historie miłosne                                        | Love Stories                                 | Єжи Штур                            | Не номінований  |
| 1999: (72.)     | Пан Тадеуш                                                  | Pan Tadeusz                                             | Pan Tadeusz                                  | Анджей Вайда                        | Не номінований  |
| 2000: (73.)     | Життя як смертельна хвороба, що передається статевим шляхом | Życie jako śmiertelna choroba przenoszona drogą płciową | Life as a Fatal Sexually Transmitted Disease | Кшиштоф Зануссі                     | Не номінований  |
| 2001: (74.)     | Камо грядеші                                                | Quo vadis                                               | Quo vadis                                    | Єжи Кавалерович                     | Не номінований  |
| 2002: (75.)     | Еді                                                         | Edi                                                     | Edi                                          | Петро Тжаскальський                 | Не номінований  |
| 2003: (76.)     | Порнографія                                                 | Pornografia                                             | Pornografia                                  | Ян Кольський                        | Не номінований  |
| 2004: (77.)     | Удари                                                       | Pręgi                                                   | The Welts                                    | Магдалена Пекож                     | Не номінований  |
| 2005: (78.)     | Виконавець                                                  | Komornik                                                | The Collector                                | Фелікс Фальк                        | Не номінований  |
| 2006: (79.)     | Возврат                                                     | Z odzysku                                               | Retrieval                                    | Славомир Фабицький                  | Не номінований  |
| 2007: (80.)     | Катинь                                                      | Katyń                                                   | Katyń                                        | Анджей Вайда                        | Номінований     |
| 2008: (81.)     | Штучки                                                      | Sztuczki                                                | Tricks                                       | Анджей Якимовський                  | Не номінований  |
| 2009: (82.)     | Реверс                                                      | Rewers                                                  | Reverse                                      | Борис Ланкош                        | Не номінований  |
| 2010: (83.)     | Все, що я люблю                                             | Wszystko, co kocham                                     | The First Beautiful Thing                    | Яцек Борцух                         | Не номінований  |
| 2011: (84.)     | У темряві                                                   | W ciemności                                             | In Darkness                                  | Агнешка Голланд                     | Номінований     |
| 2012: (85.)     | 80 мільйонів                                                | 80 milionów                                             | 80 Million                                   | Вальдемар Кшистек                   | Не номінований  |
| 2013: (86.)     | Валенса. Людина з надії                                     | Wałęsa. Człowiek z nadziei                              | Walesa. Man of Hope                          | Анджей Вайда                        | Не номінований  |
| 2014: (87.)     | Іда                                                         | Ida                                                     | Ida                                          | Павел Павліковський                 | Отримав «Оскар» |
| 2015: (88.)     | 11 хвилин                                                   | 11 minut                                                | 11 Minutes                                   | Єжи Сколимовський                   | Не номінований  |
| 2016: (89.)     | Післяобрази                                                 | Powidoki                                                | Afterimage                                   | Анджей Вайда                        | Не номінований  |
| 2017: (90.)     | Слід звіря                                                  | Pokot                                                   | Spoor                                        | Агнешка Голланд                     | Не номінований  |
| 2018: (91.)     | Холодна війна                                               | Zimna wojna                                             | Cold War                                     | Павел Павліковський                 | Номінований     |
| 2019: 92.       | Тіло Христове                                               | Boże Ciało                                              | Corpus Christi                               | Ян Комаса                           | Номінований     |
| 2020: (93.)     | Снігу більше не буде                                        | Śniegu już nigdy nie będzie                             | Never Gonna Snow Again                       | Малгожата Шумовська, Міхал Енглерт  | Не номінований  |
| 2021: (94.)     | Щоб не було слідів                                          | Żeby nie było śladów                                    | Leave No Traces                              | Ян П. Матушинський                  | Не номінований  |
| 2022: 95.       | Іа                                                          | IO                                                      | EO                                           | Єжи Сколімовський                   | Номінований     |
| 2023: (96.)     | Кріпачка                                                    | Chłopi                                                  | The Peasants                                 | Дорота Кобєля, Г'ю Велчман          | Не номінований  |
| 2024: (97.)     | Під вулканом                                                | Pod wulkanem                                            | Under the Volcano                            | Даміан Коцур                        | Не номінований  |